# Robert Craufurd
Robert Craufurd, “Black Bob” como era conhecido entre as suas tropas (Newark Castle, 5 de maio de 1764 – Cidade Rodrigo, 23 de janeiro de 1812) foi um dos mais brilhantes oficiais do Exército de Sir Arthur Wellesley na Guerra Peninsular. Distinguiu-se como comandante da Brigada Ligeira em 1809 e 1810 e da Divisão Ligeira a partir desta data até à sua morte durante o Cerco de Ciudad Rodrigo (1812).

## Biografia
Robert Craufurd nasceu a 5 de Maio de 1764 em Newark, Ayrshire, Escócia. Foi o terceiro filho de Sir Alexander Craufurd (1729 - 1797), primeiro baronete de Kilbirnie, e de Jane Crokatt (? - 1794). Os seus irmãos eram Sir James Gregan-Craufurd (1761 - 1839) que sucedeu a seu pai, Charles Gregan-Craufurd (1761 – 1821) que seguiu a carreira militar e atingiu o posto de Tenente-general no Exército Britânico e Daniel Craufurd (1768 – 1810 ?). Robert Craufurd casou a 7 de Fevereiro de 1800 com Mary Frances Holland e tiveram quatro filhos: Louisa Mary Frances Craufurd (1801? - 1839), Reverendo Charles Henry Gregan-Craufurd (1802 – 1876), Robert Gregan-Craufurd (1804 – 1868) e Reverendo Alexander Quentin Craufurd (1808 – 1876).
Ingressou no Exército em 1779, no 25th Foot e foi promovido a tenente em 1781. Dois anos depois foi desempenhar funções como capitão no 75th Foot. Ainda nesta fase do início da carreira, Craufurd dedicou muito do seu tempo ao estudo dos assuntos militares. Na Alemanha, estudou em profundidade os tratados alemães sobre a guerra e mais tarde viria a traduzir algumas obras para a língua inglesa. Em 1787 regressou ao Reino Unido e retomou as suas funções no 75th Foot que foi enviado para a Índia. Aí, de 1790 a 1792, participou na Terceira Guerra de Mysore, que inicialmente foi humilhante para as tropas britânicas. O sultão de Mysore acabou, no entanto por ser derrotado e obrigado a aceitar as condições britânicas de ocupação.
Em 1794, quando já tinha regressado da Índia, os seus conhecimentos da língua alemã proporcionaram-lhe, já com o posto de major, a nomeação para adido no quartel-general dos Austríacos nos Países Baixos e mais tarde no Reno tendo acompanhado os exércitos austríacos durante três anos. Esta participação nas Guerras da Revolução Francesa foi uma experiência em que observou directamente o novo Exército Francês. No final desta missão, em 1797,  regressou ao Reino Unido e foi promovido a tenente-coronel. No ano seguinte desempenhou funções de “Deputy Quartermaster General” na Irlanda e em 1799 voltou ao Exército Austríaco  onde desempenhou funções no quartel-general do General Friedrich Freiherr von Hotze. Nesse mesmo ano, foi enviado como oficial do estado-maior da fracassada expedição britânica a Helder, na Holanda.
Apesar da sua excelente folha de serviços, Robert Craufurd começou a ser ultrapassado nas promoções. Alguns autores, em especial Charles Oman, referem o seu temperamento violento e uma linguagem cáustica e teria criado algumas inimizades. Já em 1801, desiludido com um cargo que lhe tinha sido atribuído na Irlanda, deixou o serviço activo e, como era normal naquela época, entrou para a Câmara dos Comuns como representante de East Retford. Durante os cinco anos seguintes a sua voz fez-se ouvir especialmente em críticas à política sobre questões militares seguidas pelos primeiros ministros William Pitt, e Henry Addington e dos conceitos militares do General Sir David Dundas.
O governo de unidade nacional formado por William Wyndham Grenville após a morte de William Pitt englobava  William Wyndham, primo do primeiro-ministro, como Secretário de Estado da Guerra. Craufurd era amigo de  William Wyndham e seu conselheiro em assuntos de técnica e organização militar; foi promovido a coronel e recebeu o comando de uma brigada com um efectivo de 4 000 homens destinada a uma expedição no Chile. Esta força foi, no entanto, desviada para a expedição que, sob o comando do General Whitlocke, executou o desastroso ataque a Buenos Aires, em 1807. A Brigada de Craufurd foi cercada e obrigada a capitular. Como consequência, Craufurd foi presente a um tribunal militar que o absolveu de toda a responsabilidade da humilhação sofrida.
Em 1808, Robert Craufurd recebeu o comando de uma brigada atribuída à força expedicionária destinada à Península Ibérica. O seu desembarque deu-se já depois da Batalha do Vimeiro mas serviu sob o comando de Sir John Moore quando este general comandou as forças britânicas na Península Ibérica entre Outubro de 1808 e Janeiro de 1809. A brigada de Craufurd, tal como toda a força expedicionária britânica é obrigada a embarcar e retirar para as Ilhas Britânicas após a Batalha da Corunha mas, nesse mesmo ano, retorna à Península Ibérica para integrar o Exército de Wellington. A brigada de Craufurd não chega a tempo de participar na Batalha de Talavera. Foi integrada na 3ª Divisão de Infantaria cujo comandante, General Mackinder, tinha morrido naquela batalha e Craufurd assumiu o comando da divisão após alguma reorganização das brigadas.
Craufurd assumia então, simultaneamente, o comando da sua brigada e da divisão. No dia 22 de Fevereiro desse ano, a 3ª Divisão de Infantaria foi reorganizada e a brigada de Craufurd, que era constituída pelos 1/43rd Foot, 1/52nd Foot e 1/95th Rifles recebeu os Batalhões de Caçadores 1 e 3 do Exército Português e passou a ser designada Divisão Ligeira. Até à data da sua morte, Robert Craufurd foi o comandante da Divisão Ligeira no Exército de Wellington.
O comando da Divisão Ligeira foi a oportunidade de Robert Craufurd mostrar o seu valor. Nos cinco meses que antecederam o Combate do Côa, com um reforço de dois regimentos de cavalaria, protegeu a fronteira Nordeste de Portugal, mantendo a segurança do exército anglo-luso perante o exército de Massena que se reunia para dar início à Terceira Invasão de Portugal. Se o facto de ter travado o Combate do Côa foi, da sua parte um erro de avaliação, a forma como comandou as suas forças evidenciou a sua grande competência como comandante. Pouco depois, na Batalha do Buçaco, tem uma intervenção decisiva para conter o ataque francês. A forma como agiu nesta batalha foi «talvez a mais gloriosa acção de Craufurd e  da sua Divisão Ligeira».
A Divisão Ligeira sob o comando de Robert Craufurd foi novamente posta em evidência durante a Batalha de Fuentes de Oñoro (5 de Maio de 1811) ao sair das posições defensivas para resgatar a 7ª Divisão que tinha ficado isolada e se encontrava quase cercada por forças francesas. No dia 19 de Janeiro de 1812, durante o Cerco de Ciudad Rodrigo, quando se preparava para o assalto com a sua divisão, Robert Craufurd foi ferido e permaneceu em agonia durante cinco dias. Faleceu no dia 24 de Janeiro e foi sepultado na brecha por onde a sua divisão realizou o assalto. A Divisão Ligeira passou então a ser comandada pelo General Charles Alten.
| «Craufurd foi sem dúvida nenhuma o mais brilhante tenente de Wellington» Sir Charles Chadwick Oman |
| -------------------------------------------------------------------------------------------------- |